# Britta Gelpke
Britta Gelpke (* 25. Januar 1927 in Saas-Fee; † 28. Juli 2018 in Sissach, heimatberechtigt in Aarau) war eine Schweizer bildende Künstlerin. Ihr Werk umfasst Malerei, Aquarelle, Tuschmalerei, Feder- und Pinselzeichnungen, Tapisserien und Scherenschnitte. 

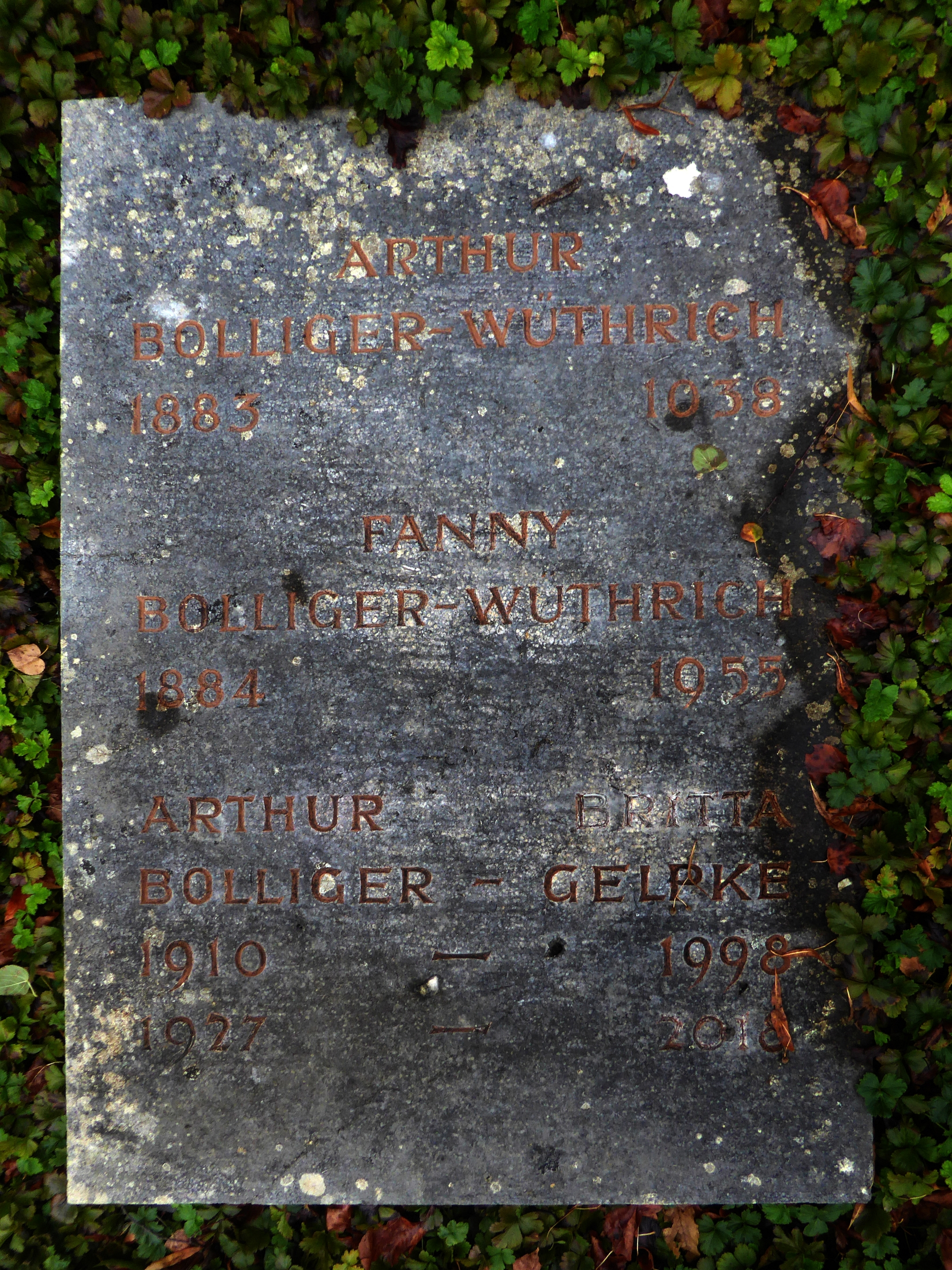
Grab auf dem Friedhof am Hörnli.

## Leben und Werk
Britta Gelpke war eine Tochter des Arztes, Bergsteigers und Kunstmalers Ludwig Alhard Gelpke (1897–1982) und der aus Rheinfelden stammenden Adelheid, geborene Keller. 
Gelpke wuchs die ersten acht Jahre ihres Lebens in Saas-Fee auf und zog 1935 mit der Familie nach Glattfelden, wo sie die Schulen und später das Gymnasium besuchte. Ihr Vater unterrichtete sie von 1938 bis 1942 in flämischer Maltechnik, die er in München bei Max Doerner erlernt hatte. Von 1944 bis 1949 absolvierte sie an der Allgemeinen Gewerbeschule Basel eine Vergolderlehre und besuchte Kurse in Zeichnen. Ihre Lehrer waren Hans Weidmann, Kaiser und Bucher. Nach ihrem Lehrabschluss war sie für sieben Monate Schülerin von Cuno Amiet, der sie u. a. auch porträtierte.
In Basel wohnte sie am Wettsteinplatz 10, im gleichen Haus wie die Künstlerin Rose-Marie Joray. Von 1949 bis 1952 hielt sich Gelpke in Paris auf. Sie studierte u. a. an der Académie de la Grande Chaumière, an der Académie von André Lhote, an der École nouvelle des Beaux Arts und im Atélier de l’art monumental bei Jean Souverbie. 
Wieder in der Schweiz belegte Gelpke an der Kunstgewerbeschule Zürich Abendkurse im Aktzeichnen bei Heinrich Müller und an der Allgemeinen Gewerbeschule Basel Kurse bei Walter Bodmer und Fritz Ryser. 
1955 verbrachte sie zwei Monate in Rom. Gelpke war Mitglied der Schweizerischen Gesellschaft Bildender Künstlerinnen (SGBK) und der GSMBA. Sie stellte ihre Werke in Gruppenausstellungen aus.
Britta Gelpke heiratete 1963 Arthur Bolliger. Zusammen hatten sie zwei Kinder. Ihre letzte Ruhestätte fand sie auf dem Friedhof am Hörnli.